# Вармінтинг

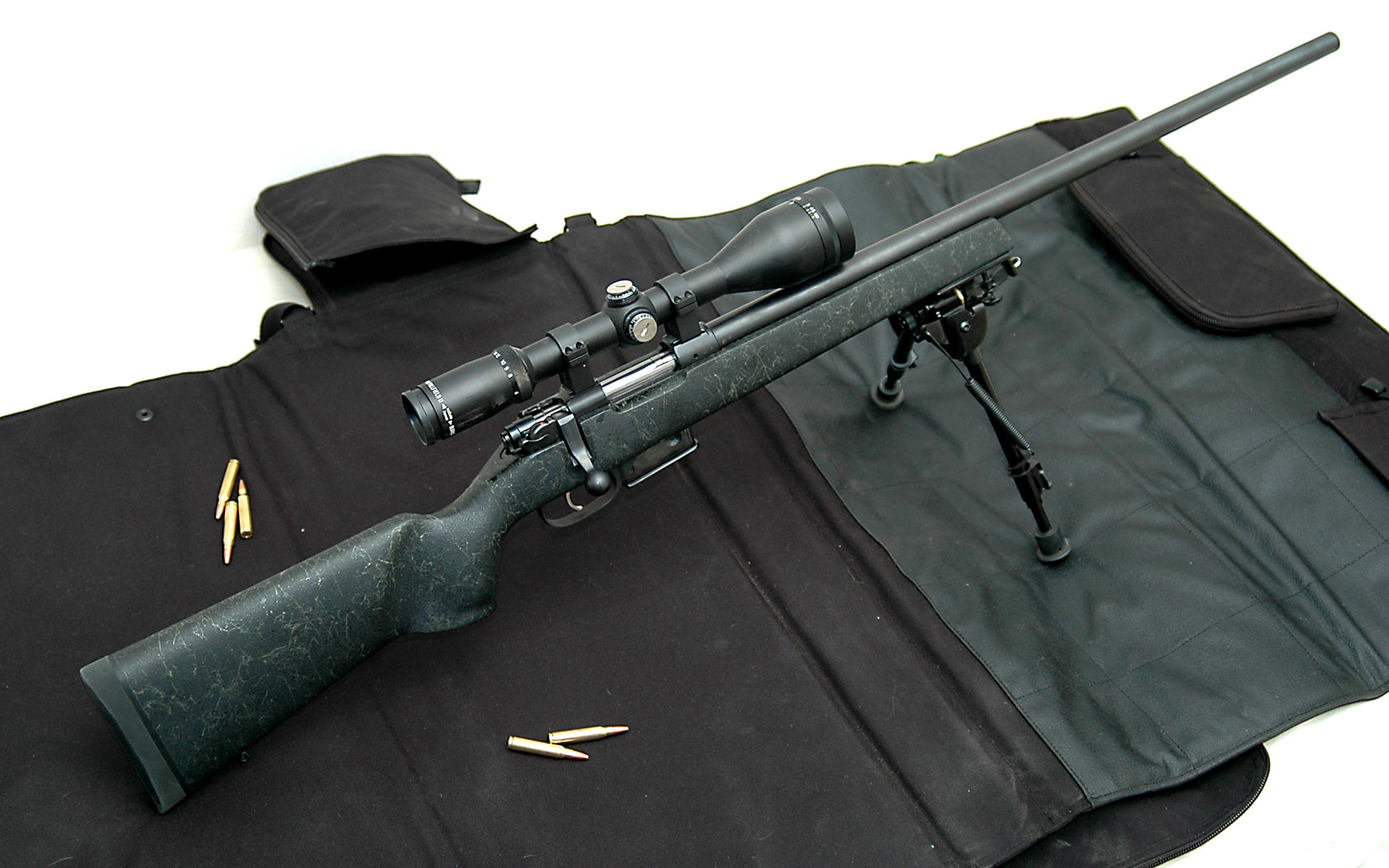
Гвинтівка для вармінтингу калібру .223

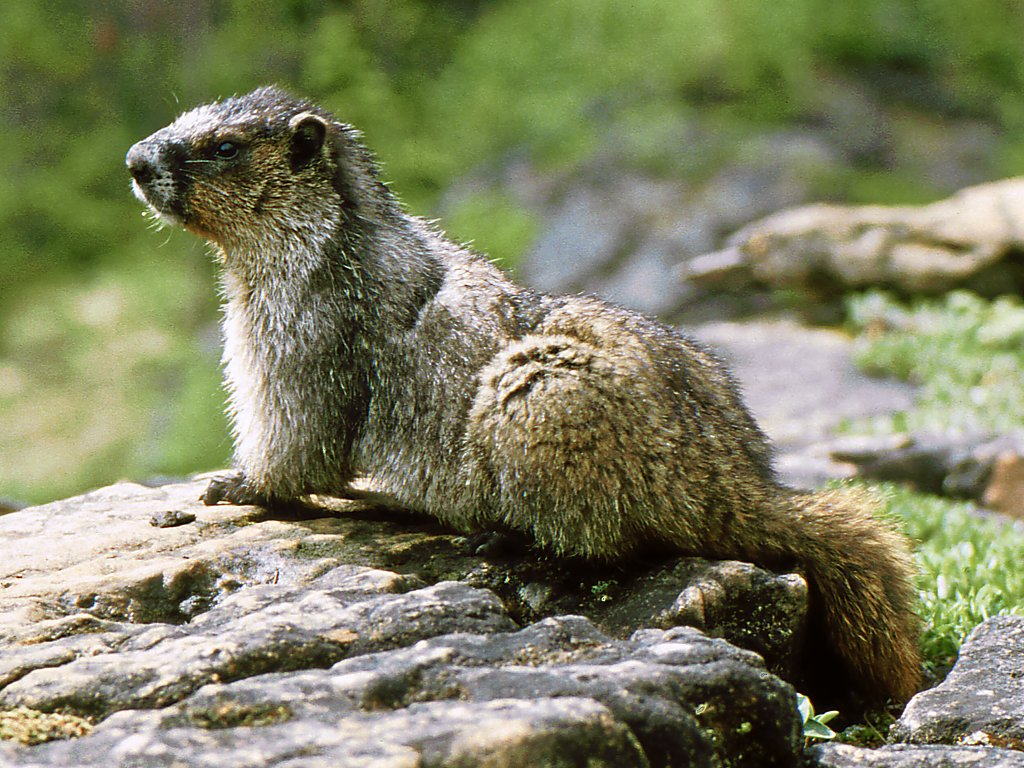
Американські бабаки — популярний об'єкт вармінтингу

Вармінтинг (від англ. varmint, вармінт — характерний для сходу США діалектний варіант слова англ. vermin — «дрібна шкідлива істота, якої важко позбутися»: комахи, гризуни, дрібні хижаки та ін.) — різновид високоточної стрільби та спортивного полювання на середніх та далеких дистанціях.

## Загальні відомості
Історично вармінтінг є відстрілом дрібних шкідників — тому для нього характерне використання потужної пневматичної або малокаліберної нарізної вогнепальної зброї (.22, .223) — varmint rifle, що мають невелику ціну пострілу.
Для спортивного вармінтингу може використовуватися нарізна зброя спеціальних зразків, втім правила змагань зазвичай обмежують калібр, найменшу довжину ствола, та інші характеристики допущеної зброї для учасників (наприклад, «калібр не більше ніж .338, ствол не коротше ніж 18 дюймів, повна споряджена вага не більш ніж 15 фунтів»). Додатково учасники можуть розподілятися по класах — наприклад, «стокова зброя» (типова серійна модель одного з стандартних калібрів, не допускається кастомізація чи заміна складових частин, окрім притирання та настроювання оригінальних), «фабрична зброя» (типова серійна модель, допускається заміна спускового механізму, ложі, та прикладу), «відкритий клас» (всі інші кастомізовані та спеціально виготовлені рушниці).
Від змагань з спортивного вармінтингу взяв початок бенчрест — змагання з високоточної стрільби з опори по нерухомих паперових мішенях.
На змаганнях з вармінтингу можуть використовуватися штучні мішені.

## Історія вармінтингу
Батьківщиною вармінтингу є Сполучені Штати Америки. Виникнення вармінтингу пов'язують з кризою початку 1930-х рр., коли бичем полів американських фермерів були лугові собачки (гризуни родини білок, типові представники тваринного світу прерій). Вважаючи, що зменшення чисельності гризунів збільшить урожаї сільськогосподарських культур, американські фермери почали їх масовий відстріл. Через те, що при наближенні людини ближче ніж на 50 м тварини ховалися в нори, для їх відстрілу використовувалося нарізну зброю. При відстрілі не була важливою якість трофея. Пізніше відстріл гризунів став різновидом спортивного полювання.
Так, на сьогодні в США при використанні нарізних карабінів і гвинтівок стрільба ведеться на дистанціях, які нерідко перевищують 100 м. Враховуючи, що стрільба ведеться на такі далекі дистанції, в вармінтингу відіграють певну роль і враховуються різні показники (погодні умови, температура, висота над рівнем моря, швидкість і напрям вітру і т. д.).
У Росії вармінтинг отримав застосування при полюванні на бабака (гризуна роду бабаків, мешканця цілинних степів Євразії). Важливою відмінністю при полюванні на бабака є чисто битий, якісний трофей.

### Стрільба по бабаку
Постріл здійснюється на максимальній віддалі від цілі, яка повинна бути відносно нерухомою. Манера бабака годинами стояти «свічкою» біля нори, оглядаючи околиці, дає можливість зробити прицільний постріл, але тільки на граничній дистанції: бабак полохливий і в разі тривоги дуже швидко ховається в норі. Більше того, звірятко надзвичайно міцне на рану, тобто при ураженні в будь-яку частину тіла, крім голови, він встигає сховатися.
У Європі вармінтингу не існує, так як європейські мисливці вважають його жорстокою розвагою. В Україні мисливські змагання з вармінтингу організували в Марківському районі Луганської області влітку 2006 р., що викликало протести серед екологічної громадськості. Більше офіційні змагання з вармінтінгу в Україні не проводяться.

### Кроухантинг— стрільба по воронах (в шир. розум.— відстріл птахів)
Кроухантинг походить від англ. Crow — ворона, hunting — полювання), що дослівно означає «полювання на ворон». Кроухантерами називають людей, які відстрілюють з пневматичної зброї в населених пунктах та прилеглій місцевості ворон, граків, галок, голубів.
Незважаючи на те, що рух кроухантерів з'явився зовсім недавно, історія знає чимало прикладів, коли навіть відомі люди розважалися відстрілом птахів задля забави, використовуючи їх просто як живі мішені. Ще частіше птахів відстрілюють як конкурентів на використання врожаю — горобців, шпаків, голубів тощо.
В Україні цей вид полювання є дозволеним. Стаття 33 Закону України «Про мисливське господарство та полювання» передбачає бездозвільний відстріл ворон, сорок, граків у межах угідь під час сезону полювання мисливцями та весь рік єгерями, що входить до їх службових обов'язків. У кроухантерів є правило ніколи не стріляти круків. Існують інтернет-ресурси про цю тему.

## Етичні проблеми
З етичної точки зору змагання з вармінтінгу неприпустимі, тому що являють собою жорстоке поводження з тваринами. Це перш за все тому, що як спортивну мішень аморально використовувати тварину. Більше того, неприпустимо холоднокровне розстрілювання з гвинтівок з оптичним прицілом нерухомих звірків, що стоять «стовпчиком» біля нори і нічого не підозрюють. Такий розважальний відстріл нічого не має спільного ні з полюванням, ні з мисливської етикою. Аморальність вармінтингу також полягає в тому, що як мішені вже використовуються не тільки бабаки, а й ховрахи, лисиці, а нерідко також ворони, бродячі собаки і коти.
Варто додати, що під час змагання з вармінтингу бабаки не використовуються для отримання шкур або м'яса, їх викидають, так як тваринку розбиває попадання кулі великого калібру або розривної кулі. Якщо бабак убитий на меншій визначеного дистанції, його взагалі не зараховують. Частина поранених бабаків ховається в нірки, де гине від ран.

## Правові проблеми
Змагання з вармінтингу порушують не лише мораль, а й право. Так, в Україні в мисливських правилах і законах ніде не вказано, що живих тварин можна використовувати як мішень. Більше того, ст. 20 Закону України «Про мисливське господарство та полювання» забороняє використовувати в полюванні на хутрових звірків калібр понад 5,6 мм, а в вармінтингу інколи застосовуються рушниці калібрів 6 мм і більше. У ряді областей України — Харківській, Сумській бабак внесений до обласних Червоних списків.

## Екологічні проблеми
Бабак різко скорочує свою чисельність в Україні. У порівнянні з 1995 р. його чисельність за 16 років скоротилася майже в 2 рази і налічувала в 2011 р. 66400 особин. Слід також зазначити, що заяви мисливців про нібито велику шкоду від бабаків для сільського господарства не відповідають дійсності, оскільки бабак мешкає на цілинних землях, де збереглася природна рослинність — різнотравно-злакові степи. Тому шкоди сільському господарству не завдає.

## Ресурси Інтернету
- Российская Национальная ассоциация бенчреста и варминтинга
- Тверь Охотничья № 9-2008
- Varminter.com, an online varmint hunting magazine.
- «Varminter Biathlon», a sporting match designed to simulate varmint hunting conditions.
- AusVarmint.com [Архівовано 25 січня 2020 у Wayback Machine.], Online community dedicated to varmintinting.